# 2x2 = Shinobuden
2x2 = Shinobuden (ニニンがシノブ伝, Ninin ga Shinobuden, conhecido por Ninja Nonsense em inglês) é um mangá cômico escrito e ilustrado por Ryoichi Koga, e posteriormente adaptado para um anime. O mangá foi serializado na revista Dengeki Daioh da editora MediaWorks, entre agosto de 2000 e março de 2006 e a sua continuação Ninin ga Shinobuden Plus (ニニンがシノブ伝ぷらす) começou a ser publicado no site Comic Newtype em junho de 2020. A adaptação para anime foi produzido pelo estúdio Ufotable e seus 12 episódios foram ao ar no Japão entre julho e setembro de 2004. 2x2 = Shinobuden é uma série de comédia nonsense que segue Shinobu enquanto ela treina para se tornar uma ninja. No entanto, a série não se concentra apenas no treinamento ninja, mas também no estilo de vida e nos amigos de Shinobu através de uma série de tramas de comédia desarticuladas. A série usa desenhos de personagens que favorecem um visual suave e arredondado, em vez do estilo esbelto bishōjo. O título original da série é baseado em um jogo de palavras. No sistema numérico japonês, ni é dois e shi é quatro. Ni (2) × ni (2) = shi (4), portanto Ni-ni-n ga Shi-nobuden.

## Enredo
Ninin ga Shinobuden é centrada em Shinobu, uma aprendiz de ninja, que está tentando passar nos exames da academia ninja enquanto Kaede, uma estudante normal, estuda para os exames da sua escola. Como parte de seu exame, Shinobu é ordenada a invadir o quarto de Kaede para roubar sua calcinha por seu instrutor, Onsokumaru (uma bola amarela com asinhas, bracinhos e perninhas). Shinobu, que apesar de seu entusiasmo, possui pouca ou nenhuma habilidade ninja, acredita estar invisível e "foge" para o quarto de Kaede. Já que Shinobu é perfeitamente visível para Kaede, a missão não vai como planejado. Após a confusão que se instala durante a invasão, Shinobu e Kaede se conhecem melhor e acabam se tornando amigas. Shinobu treina ao lado de outros ninjas idênticos na aparência, embora um seja conhecido como Sasuke.

## Personagens
Shinobu (忍)
Dublado por: Nana Mizuki (Japão);
Shinobu é o protagonista da série, ela é uma aprendiz de Kunoichi (mulher ninja) um tanto ingênua e hiperativa que desde a infância era fascinada por romances ninjas, então ela decidiu se tornar uma. Ele mora na mansão ninja com os outros alunos de Onsokumaru, sendo a única kunoichi na academia. Seu sonho é ser uma ótima kunoichi e estudar um dia na prestigiada escola ninja da Inglaterra. Depois de conhecer Kaede, elas passam muito tempo juntos, sua relação ambígua com Kaede, que ela descreve como "mais do que uma amiga, mas menos que uma amante", varia de admiração e idolatria a interesse romântico. Seu nome Shinobu (忍) também pode ser lido "Shinobi" e é o primeiro caractere de Ninja (忍者), ambas as palavras significam o mesmo. Seus pais (Hayate e Shizuka) apareceram no final do mangá, mas não apareceram no anime.
Kaede Shiranui (不知 火 楓)
Dublado por: Ayako Kawasumi (Japão);
Kaede é a co-estrela do anime. Ela é uma estudante normal do ensino médio até que um dia Shinobu aparece em sua casa para roubar sua calcinha em nome de seu mestre. Posteriormente, elas se tornam amigas e, a partir de então, ela passará muito tempo na mansão ninja, suportando todos os tipos de stalkers (Shinobu, Onsokumaru e seus ninjas). Ela se torna uma boa amiga de Shinobu, mas não corresponde aos sentimentos de amor dela. Embora no final da história diz que só quando Shinobu afastou-se, ela soube o quanto era importante para ela.
Onsokumaru (音速 丸)
Dublado por: Norio Wakamoto (Japão);
Este ser é uma bola amarela de um material muito semelhante à plasticina, por isso às vezes molda membros no seu corpo (pernas, braços ou asas) e até muda ocasionalmente a sua cor de amarelo para vermelho. No primeiro capítulo ela afirma ser um falcão designado para ser o companheiro ninja de Shinobu, o qual ela acredita porque ela não viu um antes. Ele é um maníaco sexual e em por toda toda a série procura maneiras de ver sem roupas ou tocar Shinobu e Kaede. Ele é o mestre dos ninjas e senhor do castelo, no entanto, ele não quer que Shinobu descubra, então ele coloca uma falsa barba branca para cumprir seu papel como mestre na frente da garota, todos, exceto Miyabi, sabem que o mestre e o Onsokumaru são a mesma pessoa. Às vezes ele expande seu corpo e molda-o para adquirir a aparência de um grande fisiculturista.
Miyabi (雅)
Dublado por: Rie Kugimiya (Japão);
Ela é a irmã mais nova de Shinobu, ela também estuda na academia, mas ela não escolheu fazer o curso para se tornar um ninja, em vez disso, ele estudou as artes das evocações para se tornar uma miko. Apesar de ter apenas dez anos, Miyabi é particularmente capaz e tem um talento inato que lhe permite derrotar Onsokumaru praticamente todas as vezes. De fato, Miyabi experimenta um ódio inato e incontrolável em relação ao último, que ele vê como uma criatura perversa, má e perigosa, especialmente contra Shinobu que sempre tenta proteger, apesar de ser o menor dos dois.
Sasuke (サ ス ケ)
Dublado por: Tomokazu Seki (Japão);
Sasuke é um dos muitos ninjas que frequentam a escola, além de ser o chefe da Classe I. Uma característica fundamental dos ninjas nesta série é que, embora você possa vê-los com roupas diferentes, eles nunca aparecem sem a máscara no rosto, embora Onsokumaru e Shinobu sejam perfeitamente capazes de reconhecer um ao outro, enquanto, por exemplo, Kaede não pode. Sasuke é o ombro direito de Onsokumaru, mas com relação a este último ele tem uma alma decididamente mais gentil. No mangá há um capítulo dedicado a ele em que ele luta contra o crime (sempre com um resultado ruim) e considera criar sua própria série: 3x3 = Sasukeden. Sasuke e alguns dos outros ninjas formam o "Miyabi Fan Club".

## Mídias

### Mangá
O mangá é escrito e ilustrado por Ryoichi Koga. Ele foi serializado na revista Dengeki Daioh da editora MediaWorks, entre agosto de 2000 e março de 2006, com um total de 52 capítulos. Os capítulos foram coletados em quatro volumes tankōbon sob o selo Dengeki Comics EX e publicados entre fevereiro de 2002 e maio de 2006. Em 26 de junho de 2020, a sequência Ninin ga Shinobuden Plus (ニニンがシノブ伝ぷらす) começou a ser publicado no site Comic Newtype, um site de distribuição de mangas da Kadokawa Corporation.

#### Volumes
| N.º | Data de lançamento japonês | ISBN japonês      |
| --- | -------------------------- | ----------------- |
| 1   | 9 de fevereiro de 2002     | 978-4-8402-2068-2 |
| 2   | 10 de abril de 2003        | 978-4-8402-2365-2 |
| 3   | 10 de setembro de 2004     | 978-4-8402-2815-2 |
| 4   | 10 de maio de 2006         | 978-4-8402-3468-9 |

### CDs de drama
Um CD drama baseado no mangá, intitulado Ninpō Drama CD Ninin ga Shinobuden: Bloom (『忍法ドラマCD ニニンがシノブ伝』 Bloom), foi lançado em maio de 2003 com narração de Kiyoshi Kobayashi. Mais três CDs de drama foram lançados entre junho e outubro de 2004, juntamente com o anime. Embora a maioria do elenco do CD original do drama fosse diferente, Norio Wakamoto foi o único dublador que manteve sua voz no anime como Onsokumaru. Um quinto CD de drama foi incluído como um CD bônus para o DVD "fandisc" lançado no Japão em abril de 2005.

### Anime
Produzida pelo estúdio Ufotable e dirigida por Hitoyuki Matsui, a adaptação para anime teve 12 episódios, divididos em duas partes, cada uma com uma história separada. O anime recebeu o subtítulo "The nonsense kunoichi fiction" (lit. "A ficção kunoichi absurda"), sendo kunoichi (くノ一) um termo que designa um ninja do sexo feminino.
Foi exibida inicialmente em canais de televisão regionais no Japão, na Chūbu foi transmitida pelo canal de televisão Chubu-Nippon Broadcasting entre 7 de julho e 6 de outubro de 2004, na prefeitura de Chiba foi transmitida pela Chiba TV no período de 9 de julho a 24 de setembro de 2004, entre o período de 10 de julho a 25 de setembro de 2004 na prefeitura de Kanagawa pela TV Kanagawa e na prefeitura de Saitama pela TV Saitama e nacionalmente via satélite pela televisão Kids Station entre 7 de setembro a 23 de novembro de 2004.
Em novembro de 2015 é lançado pela Frontier Works um box especial pelo 20º aniversário do lançamento do mangá, contendo os 12 episódios da série em formato blu-ray, arte da capa criada especialmente para o box e um livreto de 8 páginas com uma nova história escrita e desenhada pelo autor, Ryoichi Koga.

#### Trilha sonora
O tema de abertura do anime é Shinobu Sanjou! (シノブ参上!), interpretado por Kumano Kiyomi, com letra de Yuriko Mori, composição de Kenji Amagasaki e arranjo de Hideyuki Suzuki. O encerramento Kurukururin (くるくるりん) é interpretado por Kaoru, com letra de Motoki Matsuda, composição e arranjo de Kazunori Watanabe. Uma canção de inserção usada no episódio cinco é intitulada Shinobu Ondo (シノブ音頭), interpretada por Nana Mizuki, com letra de Kiyomi Kumano, composição de MIDORI e arranjo de Bandai. A abertura e encerramento foi lançada em CD em 25 de agosto de 2004, pela Frontier Works.
A trilha sonora completa foi lançada em CD pela Frontier Works em 24 de setembro de 2004, contendo 32 faixas.

### Lista de episódios
| # | Título | Storyboard          | Direção do episódio        | Roteiro           | Direção de animação                           | Exibição original      |
| --- | --- | ------------------- | -------------------------- | ----------------- | --------------------------------------------- | ---------------------- |
| 1 | "見習い忍者、忍見参の巻 (Minarai Ninja, Shinobu Kenzan no Maki) / 頭領、現るの巻 (Tōryō, Arawaru no Maki)" "Shinobu, a Aprendiz de Ninja, Aparece / O Mestre Aparece"                                             | Katsumi Terahigashi | Katsumi Terahigashi        | Ryunosuke Kinetsu | Jun Shibata                                   | 8 de julho de 2004     |
| Shinobu, a Aprendiz de Ninja, Aparece: Uma tarde Kaede tenta estudar para os exames de primavera, no entanto um jovem estagiária de ninja chamado Shinobu chega na varanda do seu quarto, que foi escolhida para uma missão muito extravagante como seu exame ninja. O Mestre Aparece: Shinobu, grata pela ajuda de Kaede, leva-a para a mansão ninja onde ela mora, lá ela encontra Onsokumaru novamente, conhece o resto dos membros e tem uma surpresa quando encontra o mestre.                                                     | |                     |                            |                   |                                               |                        |
| 2 | "忍者、花見で浮かれるの巻 (Ninja, Hanami de Ukareru no Maki) / 忍、楓とデートするの巻 (Shinobu, Kaede to Dēto Suru no Maki)" "Ninja, Desfrutando de uma Festa de Flor de Cerejeira / Shinobu, Encontro com Kaede" | Akitoshi Shimazu    | Takuro Takahashi           | Ryunosuke Kinetsu | Takuro Takahashi Toshimitsu Kobayashi         | 15 de julho de 2004    |
| Ninja, Desfrutando de uma Festa de Flor de Cerejeira: Shinobu convida Kaede para passar o Hanami com eles na mansão, infelizmente naquele dia começa a chover, então elas e os outros ninjas devem encontrar um jeito de realizar a celebração dentro de casa. Shinobu, Encontro com Kaede: Kaede convida Shinobu para acompanhá-la em suas compras, para seu aborrecimento Onsokumaru e Sasuke se convidadaram sozinhos e Miyabi, irmã mais nova de Shinobu, está por perto para tentar convencer sua irmã a desistir de ser um ninja. | |                     |                            |                   |                                               |                        |
| 3 | "音速丸、怒るの巻 (Onsokumaru, Okoru no Maki) / 忍、家を出るの巻 (Shinobu, Ie o Deru no Maki)" "Onsokumaru, Ficando com Raiva / Shinobu, Fugindo"                                                                 | Hitoyuki Matsui     | Hitoyuki Matsui            | Ryunosuke Kinetsu | Kei Sakai Kazuhisa Kosuge                     | 22 de julho de 2004    |
| Onsokumaru, Ficando com Raiva: Depois que Onsokumaru conheceu Miyabi, a relação entre os dois só piorou, fazendo com que eles briguem nas reuniões. Com a ajuda de seus discípulos, Onsokumaru tenta criar uma estratégia para derrotá-la. Shinobu, Fugindo: Shinobu acidentalmente escuta numa reunião de seus colegas de classe onde eles planejam expulsá-la da academia, então ela vai à casa de Kaede que, ao saber, propõe que ele viva com ela.                                                                                  | |                     |                            |                   |                                               |                        |
| 4 | "忍者、暑がるの巻 (Ninja, Atsugaru no Maki) / 雅、恋をするの巻 (Miyabi, Koi o Suru no Maki)" "Ninja, Ficando Quente / Miyabi, se Apaixonando"                                                                     | Mitsuru Obunai      | Mitsuru Obunai             | Ryunosuke Kinetsu | Mitsuru Obunai                                | 29 de julho de 2004    |
| Ninja, Ficando Quente: No meio do verão, uma onda de calor enlouquece os ninjas. Shinobu convida Kaede para se refrescar, mas Onsokumaru arruina a piscina, então eles decidem passar a tarde em um lugar no rio que apenas ninjas conhecem. Miyabi, se Apaixonando: Miyabi se apaixonou por um colega de turma de sua classe de convocação, sua irmã e os ninjas descobriram, então eles decidem ajudá-la. | |                     |                            |                   |                                               |                        |
| 5 | "音速丸、地獄に落ちるの巻 (Onsokumaru, Jigoku ni Ochiru no Maki) / 忍者、夏祭りを行うの巻 (Ninja, Natsumatsuri o Okonau no Maki)" "Onsokumaru, Vai ao Inferno / Ninja, Aproveitando o Festival de Verão"          | Haruo Sotozaki      | Haruo Sotozaki             | Ryunosuke Kinetsu | Haruo Sotozaki                                | 5 de agosto de 2004    |
| Onsokumaru, Vai ao Inferno: Onsokumaru, está causando problemas e desordem como sempre, em um de seus desastres ele sofre um acidente e morre. Por seus atos na vida ele é enviado para o inferno, mas existem algumas situações e seres que são familiares para ele. Ninja, Aproveitando o Festival de Verão: Kaede foi passar a noite na mansão, onde junto com Shinobu e o resto eles vão se divertir e contar histórias, eles finalmente decidirão participar do Bon Odori para celebrar o verão.                                   | |                     |                            |                   |                                               |                        |
| 6 | "台風が来たの巻 (Taifū ga Kita no Maki) / 忍者、きのこ狩るの巻 (Ninja, Kinoko-garu no Maki)" "O Tufão Está Aqui / Ninja, Indo a Caça ao Cogumelo"                                                                 | Akitoshi Shimazu    | Haruo Sotozaki             | Ryunosuke Kinetsu | Haruo Sotozaki                                | 12 de agosto de 2004   |
| O Tufão Está Aqui: O verão acabou e um tufão apareceu na cidade e Shinobu não pode voltar para a mansão, e deve pasar a noite na casa de Kaede, enquanto seus companheiros devem cuidar sozinhos da mansão até que ela chegue. Ninja, Indo a Caça ao Cogumelo: Depois do tufão, o tempo melhorou, então as meninas decidem ir à floresta coletar cogumelos; obviamente Onsokumaru e o resto as segue para causar desastres. Lá eles conhecerão Izumi, outra professora ninja e seus aprendizes.                                         | |                     |                            |                   |                                               |                        |
| 7 | "音速丸、くっつくの巻 (Onsokumaru, Kuttsuku no Maki) / 忍、プレイボーるの巻 (Shinobu, Purei Bōru no Maki)" "Onsokumaru, Fica Preso / Shinobu, Jogando Bola"                                                       | Takuro Takahashi    | ASA                        | Ryunosuke Kinetsu | Mutsumi Kadekaru Toshimitsu Kobayashi         | 19 de agosto de 2004   |
| Shinobu em Disfarce: Kaede e Shinobu descobrem que Onsokumaru ficou preso ao peito de Miyabi. Eles e os outros ninjas tentarão todos os métodos que conseguirem separá-los. Uma Planta Monstro Fica Selvagem: Shinobu e Kaede tentam jogar badminton no pátio da mansão, mas Onsokumaru e os outros querem jogar beisebol, então eles desafiam as meninas, que são assistidas por Izumi e suas amigas. | |                     |                            |                   |                                               |                        |
| 8 | "忍、化けるの巻 (Shinobu, Bakeru no Maki) / 怪植物、暴れるの巻 (Kaishokubutsu, Abareru no Maki)" "Shinobu em Disfarce / Uma Planta Monstro Fica Selvagem"                                                         | Katsumi Terahigashi | Katsumi Terahigashi        | Ryunosuke Kinetsu | Jun Shibata                                   | 26 de agosto de 2004   |
| Garotas se Aquecendo: É o festival cultural na escola de Kaede e sua turma planeja fazer uma casa assombrada, Shinobu quer participar, então você tem que escolher bem o seu traje. Kaede Pega um Resfriado: Shinobu cultivou uma planta gigantesca que a ajuda a praticar seus saltos, infelizmente acaba sendo uma arma ninja viva que cresce e destrói tudo ao seu redor. | |                     |                            |                   |                                               |                        |
| 9 | "女の子、あったまるの巻 (Onna no Ko, Attamaru no Maki) / 楓、風邪を引くの巻 (Kaede, Kaze o Hiku no Maki)" "Garotas se Aquecendo / Kaede Pega um Resfriado"                                                        | Akitoshi Shimazu    | Haruo Sotozaki             | Ryunosuke Kinetsu | Atsushi Itagaki Kei Oikawa Tomoyasu Kurashima | 2 de setembro de 2004  |
| Garotas se Aquecendo: Já no inverno o aquecedor de água da mansão quebra, então Shinobu, Kaede e Miyabi decidem ir para as fontes termais que apareceram no rio durante o verão, obviamente Onsokumaru e o resto vão tentar qualquer coisa para espia-las. Kaede Pega um Resfriado: Kaede pegou um resfriado, então Shinobu e Onsokumaru cuidarão dela, mas Onsokumaru finge estar doente para que Shinobu cuide dele. | |                     |                            |                   |                                               |                        |
| 10 | "忍者、クリスマスるの巻 (Ninja, Kurisumasu-ru no Maki) / 忍者、呪われるの巻 (Ninja, Norowareru no Maki)" "Natal Ninja / Ninja, Amaldiçoado"                                                                       | Kei Oikawa          | Takuya Nonaka              | Ryunosuke Kinetsu | Satoshi Takahashi                             | 9 de setembro de 2004  |
| Natal Ninja: Os ninjas nunca celebraram o Natal, por isso Kaede decide passar a véspera de Natal com eles e ensinar-lhes as tradições. Com Onsokumaru presente eles devem trabalhar duro para fazer tudo funcionar. Ninja Amaldiçoado: Onsokumaru ordenou que a limpeza geral seja feita na mansão e eles não apenas descobriram muitas passagens secretas, mas também uma série de objetos amaldiçoados. | |                     |                            |                   |                                               |                        |
| 11 | "サスケ伝、始まるの巻 (Sasukeden, Hajimaru no Maki) / 忍者、恩返しするの巻 (Ninja, Ongaeshi Suru no Maki)" "Sasukeden Começa / Ninja, Mostrando Gratidão"                                                         | Akitoshi Shimazu    | Mitsuru Obunai Jun Shibata | Ryunosuke Kinetsu | Mitsuru Obunai Takayuki Uragami               | 16 de setembro de 2004 |
| Sasukeden Começa: Sasuke não é apenas o delegado da classe, ele também é um garoto imaginativo e quase tão pervertido quanto seu professor. Um dia em sua vida, conhecendo sua maneira de ver o mundo. Ninja, Mostrando Gratidão: Os ninjas convidam Kaede a participar de sua representação muito pessoal de uma obra tradicional; Tsuru no Ongaeshi: a história de um garça tentando devolver o favor a uma pessoa que a salvou. | |                     |                            |                   |                                               |                        |
| 12 | "音速丸の秘密の巻 (Onsokumaru no Himitsu no Maki) / さらばニニンがシノブ伝の巻 (Saraba Ninin ga Shinobuden no Maki)" "Segredo de Onsokumaru / Adeus, 2x2 = Shinobuden"                                            | Hitoyuki Matsui     | Hitoyuki Matsui            | Ryunosuke Kinetsu | Haruo Sotozaki                                | 23 de setembro de 2004 |
| Segredo de Onsokumaru: Kaede percebe que conhece Shinobu há um ano. Enquanto isso, Sasuke e o resto lembram que Onsokumaru e Izumi há muito tempo conversam sobre um importante segredo. Adeus, 2x2 = Shinobuden: Shinobu aprendeu sobre o destino que seu professor reservou para ela, então ela se juntou ao torneio ninja que irá selecionar os alunos que continuarão seu treinamento na prestigiada academia na Inglaterra. | |                     |                            |                   |                                               |                        |